# Snježno-šumske klime
| ██ Dsa ██ Dsb ██ Dsc ██ Dsd | ██ Dwa ██ Dwb ██ Dwc ██ Dwd | ██ Dfa ██ Dfb ██ Dfc ██ Dfd |

Snježno-šumske (borealne) klime (oznaka D) prema Köppenovoj klasifikaciji predstavljaju jedan od pet osnovnih klimatskih razreda. Definirane su srednjom temperaturom najhladnijeg (< –3°C) odnosno najtoplijeg mjeseca (> 10°C). Zime na ovim područjima su duge i hladne, dok ljeta unatoč kratkoći mogu biti topla ili čak vruća. Godišnja doba izrazito se brzo smjenjuju, a najveća količina padalina otpada na ljetno razdoblje. Snijeg se može zadržati i po nekoliko mjeseci. Područja na kojima predvladavaju snježno-šumske klime su prvenstveno dijelovi Sjeverne Amerike odnosno sjeverne Euroazije (zajedno oko 37,7 milijuna km²), dok ih na južnoj hemisferi nema zbog nepostojanja prostranih kopnenih masa. Snježno-šumsku klimu nerijetko se poistovjećuje s kontinentalnom što nije ispravno u strogom klimatološkom smislu s obzirom na to da klima nije određena samo jednim parametrom.

## Poveznice
- Tajga